# Amblyomma cajennense
Amblyomma cajennense (лат.) — вид клещей из семейства Ixodidae. Неотропический вид, встречающийся от юга США до Аргентины. Переносчик тяжелого инфекционного заболевания пятнистой лихорадки Скалистых гор и менее опасных риккетсиозов, вызванных риккетсиями Rickettsia amblyommii и Rickettsia prowazekii.

## Описание
Имеют хорошо развитые ротовые части с длинным гипостомом для прикрепления паразита к телу хозяина. Самки крупнее самцов. Облигатные эктопаразиты, питающиеся кровью позвоночных животных. Проходят 4 стадии развития (яйцо, личинка, нимфа и взрослые), полный цикл занимает 6 месяцев. Оплодотворённые самки сильно увеличиваются в размере и откладывают от нескольких сотен до 20 тыс. яиц. Как и большинство клещей кайенский клещ поднимается на траву или другую растительность для поиска потенциальных хозяев. Нимфы могут подниматься и на деревья для поиска хозяев-птиц. Самцы, для привлечения самок испускают феромоны на организм хозяина, на котором они кормятся. Близок к виду Amblyomma maculatum.
В августе 2009 года бразильские исследователи сообщили, что белок, найденный в слюне клеща и названный Активный фактор X (Factor X Active), оказался эффективным в деле прекращения роста некоторых раковых клеток у лабораторных мышей.
Среди хозяев клеща Amblyomma cajennense отмечены следующие млекопитающие и птицы:
- Собака (Canis lupus familiaris), человек (Homo sapiens), дикий бык (Bos taurus), домашняя лошадь (Equus caballus), домашний осёл (Equus asinus), кролики (Lagomorpha), различные оленевые (Cervidae) и птицы (Aves).

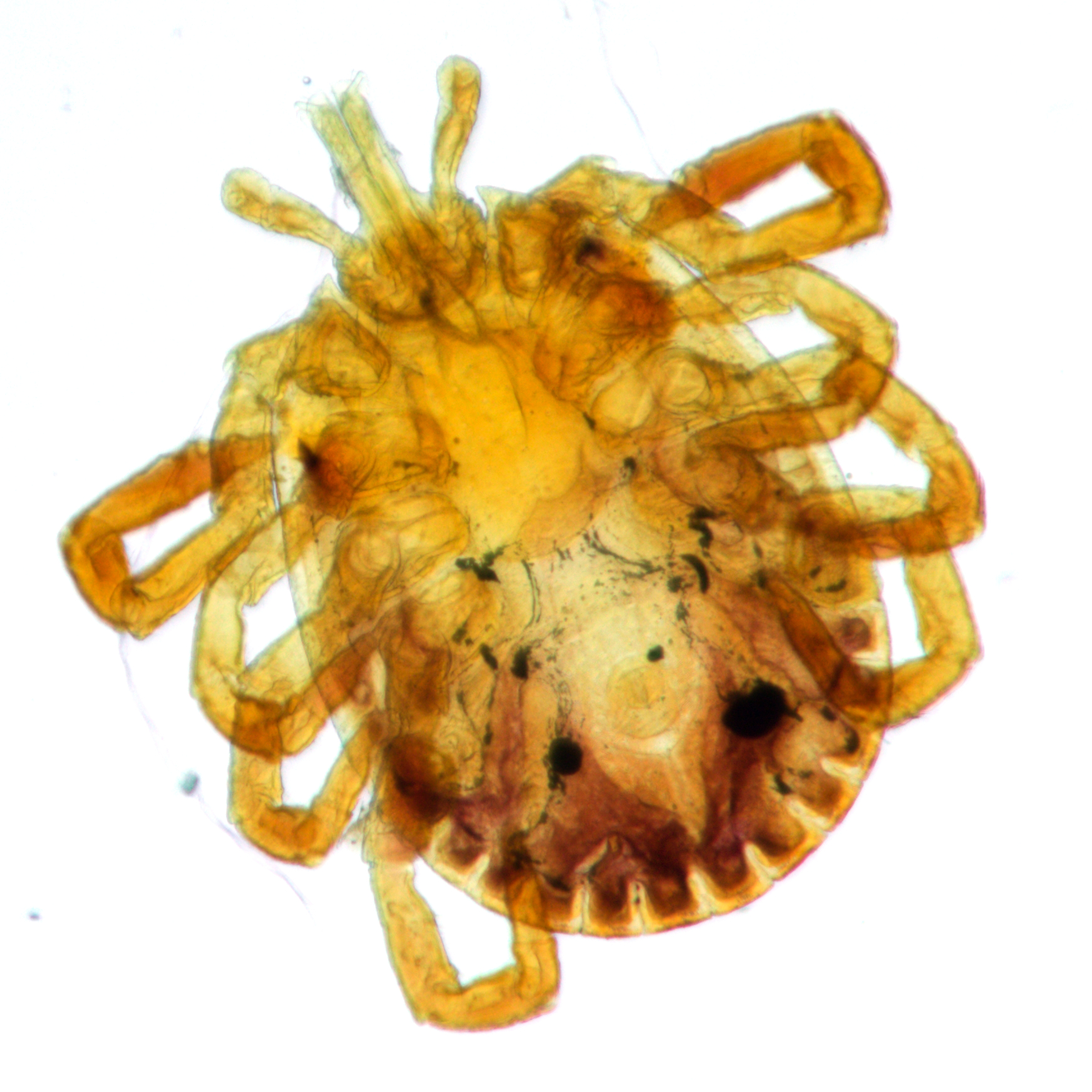

Клеща Amblyomma cajennense поедают некоторые хищники, например, такие как муравьи Pheidole megacephala (Formicidae), пауки (Araneae) и жуки (Coleoptera).